# 鬼女 (テレビドラマ)
『鬼女』（きじょ）は、日本のテレビドラマ。2013年6月28日にフジテレビ系の二時間ドラマ「金曜プレステージ」で放映された。主演は藤山直美。

## 概要
主演の藤山直美は3年ぶりのテレビドラマ出演で、同局では初めての主演である。
制作側から「日本の喜劇界でナンバーワンの女優に“笑いのない芝居”をやってほしかった」とラブコールを受け、藤山直美の主演が決定した。

## あらすじ
多額の保険金がかかった男が連続して不審死した。容疑がかかったのは、中年オバサンの結婚詐欺師だった。容疑を否認する婚活サギ女、容疑を追及する女検事、事件を追ってサギ女の人生を追う女フリーライターの3人を軸にそれぞれの攻防戦が展開される。

## キャスト
- 三崎真由美(結婚詐欺師)：藤山直美
- 野元千明(関東スポーツ所属フリーライター)：夏川結衣
- 岡部貴子(千葉地方検察庁検事)：田中美佐子
- 桜井正哉(三崎真由美側国選弁護人)：宅間孝行
- 飯塚幸助(第1被害者)：岸部一徳
- 森園昭雄(第2被害者)：近藤芳正
- 浅野緑(飯塚幸助の娘)：小池栄子
- 岡部恵介(岡部貴子の年下の夫)：長谷川朝晴
- 長谷川稔(三崎真由美の交際相手)：甲本雅裕
- 森園君子(森園昭雄の姉)：銀粉蝶
- 木村光子(幼少期の真由美のご近所さん)：田島令子
- 高瀬玲子(スナックのママ・真由美の友人)：キムラ緑子
- 山辺佳奈(滋賀の病院の看護師)：南沢奈央
- 加茂靖男(千葉地方検察庁公判部長)：石丸謙二郎
- 八巻利恵(関東スポーツアルバイト)：菜葉菜
- 中村祐二(関東スポーツデスク)：日野陽仁
- 裁判長：中丸新将
- 塚原有：森山栄治
- 坂本：岡田達也
- 天野勝弘、森康子、望月章男、伽代子 ほか

## スタッフ
- 監督：本木克英(松竹)
- 脚本：後藤法子
- 法律監修：岡野武志（アトム法律事務所）
- 技術協力：ビデオスタッフ、ジースタッフ
- 照明協力：ザ・ホライズン
- 美術協力：フジアール
- 音響効果：メディアハウスサウンドデザイン
- スタジオ：国際放映
- 編成企画：太田大
- プロデューサー：志村彰、高石明彦
- 製作著作：The icon

## 主題歌
- 浜崎あゆみ「Ivy」